# Hexatheca
Hexatheca es un género con seis especies de plantas  perteneciente a la familia Gesneriaceae. Es originario de Borneo (Kalimantan, Sarawak a Sabah). 

## Descripción
Son arbustos o hierbas leñosas. Tallos erectos, leñosos, usualmente sin ramificar. Hojas densamente agrupadas en el ápice del tallo, opuestas y largo pecioladas, lámina lanceolada a ampliamente elíptica-acuminada. Las inflorescencias en cimas con un corto o largo pedñunculo, y varias flores, bracteolas estrecha oblongas-lineares. Sépalos libres cerca de la base, lineares. Corola de color blanco con la boca amarilla de corto tubo. Fruto cilíndrico subcarnoso. Tiene un número de cromosomas de : 2n = 34.

## Taxonomía
El género fue descrito por Charles Baron Clarke y publicado en Monogr. Phan. 5: 193. 1883.
Etimología
Hexatheca: nombre genérico que deriva de las palabras griegas  έξι, hexi = "seis", y ανδρος, andros = macho, perteneciente a los estambres. Se refiere a que las dos anteras de los dos estambres más bajos son bitecas, mientras que el par de arriba son monotecas, por lo que el androceo en total tiene seis tecas.

## Especies
- Hexatheca australis Benth.
- Hexatheca dolichopoda B.L.Burtt
- Hexatheca fulva C.B.Clarke
- Hexatheca johannis-winkleri Kraenzl.
- Hexatheca minor Kraenzl.
- Hexatheca preissii F.Muell.